# Dodge Coronet
De Dodge Coronet was een model van het Amerikaanse automerk Dodge. De naam verscheen eerst in 1949 en werd tot 1976 gebruikt in Noord-Amerika. De Coronet werd daarna opgevolgd door de Dodge Monaco. In de jaren 1980 werd de Dodge Diplomat in Colombia verkocht als de Dodge Coronet.

## Geschiedenis

### Eerste generatie (1949-1954)
De Dodge Coronet werd geïntroduceerd als een van de eerste naoorlogse modellen van het merk. Het model was boven de Dodge Wayfarer en Meadowbrook gepositioneerd als het topmodel van het merk. In 1954 werd de Coronet in die hoedanigheid afgelost door de Dodge Royal. De Coronet was in feite identiek aan de Wayfarer en de Meadowbrook op wat uitrusting, opties en uiterlijke details na. Het model was enkel te verkrijgen met een 3,8 liter zes-in-lijnmotor van 103 pk. Vanaf 1953 kwam daar ook een optionele 4 liter V8 bij. Er werd ook een gelimiteerde limousineuitvoering gebouwd die plaats bood aan acht personen.

### Tweede generatie (1955-1959)
De tweede generatie van de Coronet verscheen in 1955 aan de onderzijde van het gamma. De Wayfarer en de Meadowbrook waren geschrapt. Boven de Coronet stond de Royal en aan de top stond de Custom Royal. Een stationwagenuitvoering verscheen met de naam Dodge Suburban en de hardtop coupé en de cabriolet verschenen als Dodge Lancer. De Coronet II nam dezelfde motoren over: de 6-in-lijn was krachtiger geworden en leverde nu 123 pk. De cilinderinhoud van de Hemi V8 groeide naar 4,4 liter en in 1958 verder tot 5,3 liter. Voor 1957 werd de Coronet gefacelift waarbij de Forward Look-stijl van Virgil Exner werd toegepast. Hiermee werd de auto groter en kreeg hij een moderner uiterlijk. Na 1959 werd de Coronet samen met de Royal en de Custom Royal geschrapt waarna Dodge nieuwe modelnamen introduceerde.

### Derde generatie (1965-1967)
Na enkele jaren afwezigheid werd in 1965 een nieuwe Coronet geherintroduceerd in het midden van het gamma. Daar stond het model boven de Dodge Dart en onder de Dodge Polara. In 1966 werd het model gefacelift en verscheen een coupé onder de naam Dodge Charger.

### Vierde generatie (1968-1970)
In 1968 verscheen een nieuwe grotere Coronet. Er kwam ook een 426-S muscle car-uitvoering met onder meer een 7 liter Hemi V8 van 425 pk. Ook was er een coupé-hardtopversie ondanks het bestaan van de Dodge Charger. In 1968 werd een recordverkoop van 196.242 exemplaren opgetekend. In 1969 en 1970 werden lichte facelifts doorgevoerd. In dat laatste jaar liet Dodge het basismodel van de Coronet vallen en werd de Coronet Deluxe het instapmodel.

### Vijfde generatie (1971-1973)
In 1971 werd opnieuw een nieuwe Coronet gelanceerd. Deze Dodge kreeg vloeiender lijnen en verscheen als sedan en als stationwagen. Er was geen coupéversie meer daar die markt voor de verwante Dodge Charger was. In 1972 werd een facelift doorgevoerd die vele optiepakketten wijzigde en het topmodel Coronet Brougham schrapte. Hierna liep de verkoop nogal matig. Daar waar in 1968 nog bijna 200.000 Coronets gebouwd waren werden er vanaf 1973 minder dan 90.000 per jaar geproduceerd. Dit was niet alleen een gevolg van de oliecrisis die dat jaar toesloeg. De verkopen van de Coronet gingen in de voorgaande jaren ook al achteruit.

### Zesde generatie (1974-1976)
Voor 1974 werd de Coronet hertekend met een hoekiger carrosserie. Ook verscheen er - enkel dat jaar - een coupéversie. De verkoop kromp verder in tot minder dan 60.000 stuks en ongeveer 52.000 in 1975. Nog in 1975 werd het uitrustingsniveau Brougham terug ingevoerd. 1976 Was het laatste jaar met de modelnaam Coronet. Diens facelift ging verder als de Dodge Monaco. Ook de Diplomat, die tot dan een uitrustingsniveau op de Royal Monaco was,
verscheen in 1977 als opvolger van de Coronet.

## Foto's

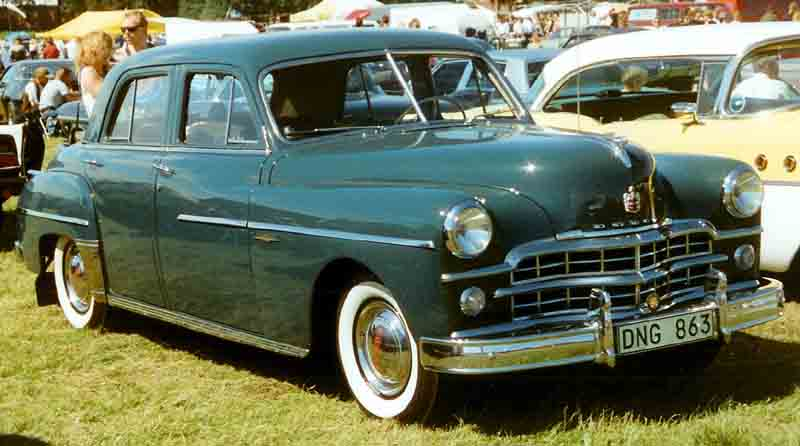
1949 Coronet (1ste gen.)
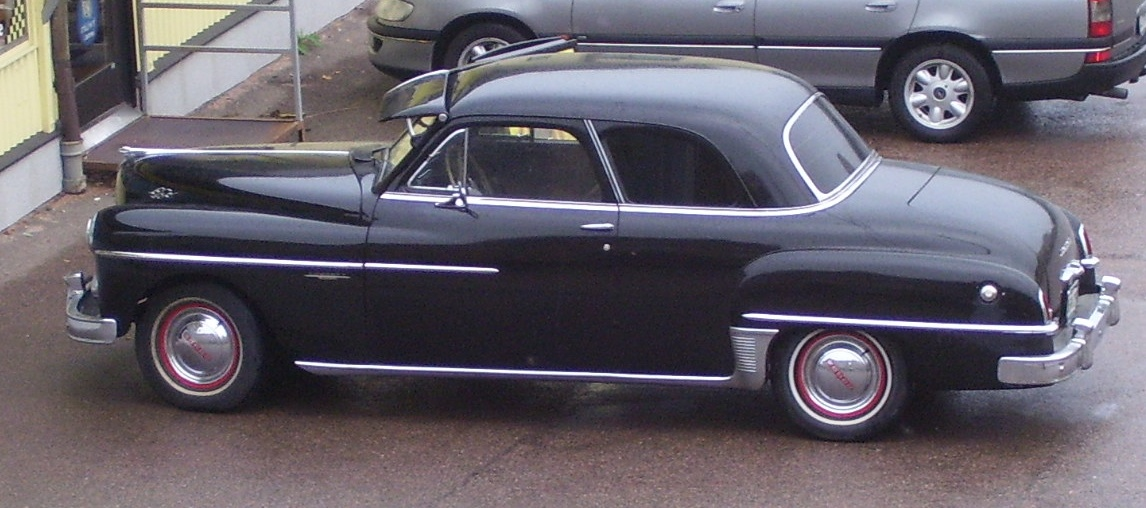
Coronet coupé (1ste gen.)
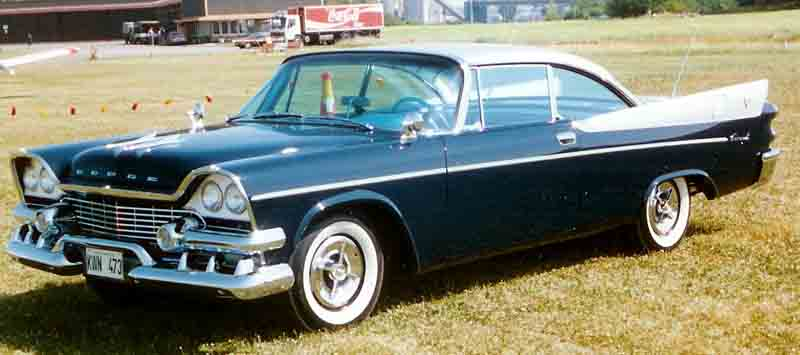
1958 Coronet (2de gen.)
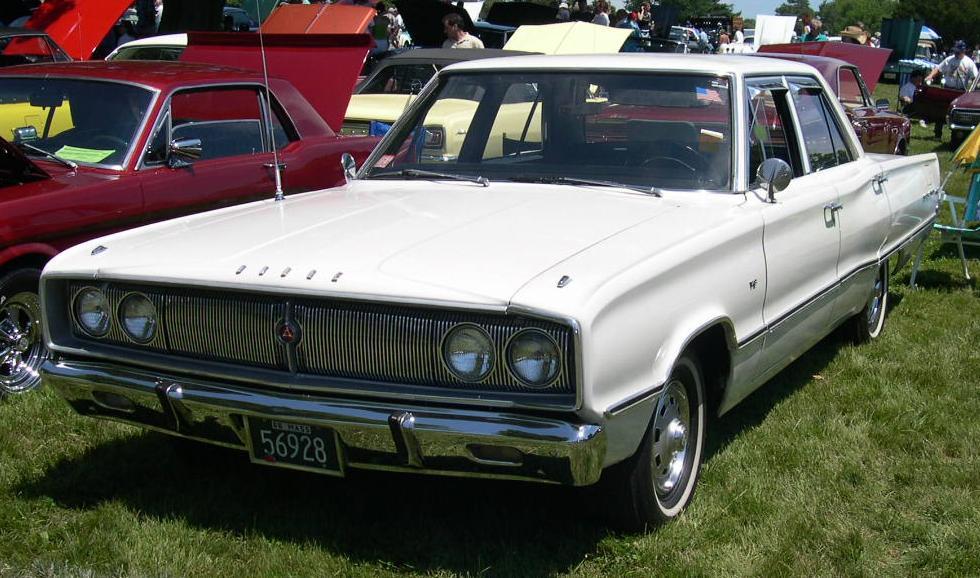
1967 Coronet 440 (3de gen.)
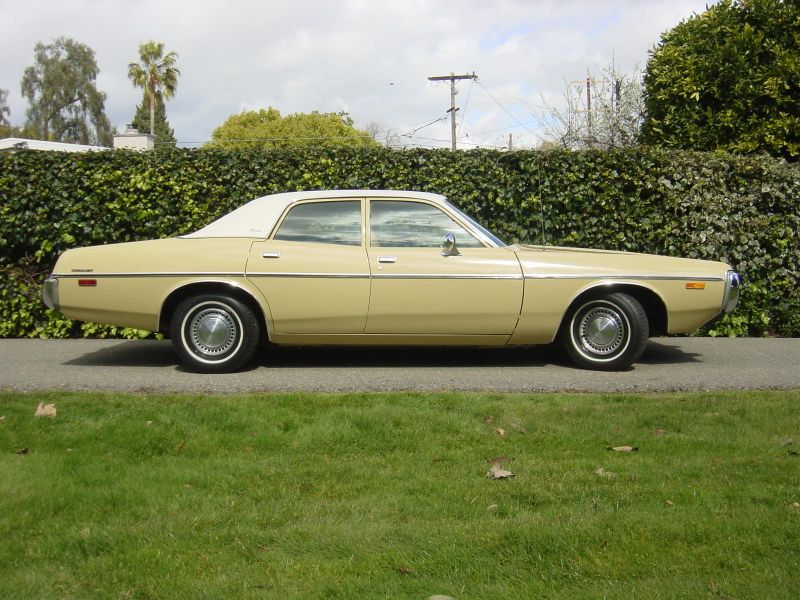
1973 Coronet Custom (5de gen.)